# 城巴B7線
城巴B7線是香港一條新界巴士路線，由城巴有限公司營辦，於2023年2月6日起投入服務，來往上水（寶運路）及香園圍口岸。路線取道粉嶺公路及香園圍公路，沿途在天平邨和粉嶺站設站，全程收費為$10.0，號稱「蓮塘快線」。B7線设特別班次路線B7X，於指定星期六、日及公眾假期由上水站經天平邨及香園圍公路單向開往香園圍口岸，不经粉嶺站。

## 歷史
運輸署於2018年4月向北區區議會交通及運輸委員會發表《香園圍邊境管制站的本地公共交通服務安排》，建議開辦3條新巴士服務，以配合香園圍邊境管制站（蓮塘口岸）即將啟用。其中一條往返上水鐵路站及香園圍口岸，途經新運路和粉嶺鐵路站，並提供全日服務，作為往來上水、粉嶺及新管制站的主要接駁服務，以招標的形式遴選營辦商。為確保專營巴士營辦商所提供的服務除可滿足預期需求外亦可滿足驟增的需求，署方在甄選有關營辦商時會留意營辦商在應付驟增需求方面的能力。建議出爐後，北區區議員認為上水巴士總站一帶和新運路的交通十分繁忙，建議新路線的總站設於翠麗花園或寶石湖邨，然後沿百和路前往管制站。
2018年6月，運輸署向區議會提交修訂方案，建議此路線總站改設於翠麗花園，途經馬會道往返粉嶺站，並會在粉嶺車站路加設一個巴士停車灣，供此線設置中途站，以方便與東鐵線雙向轉乘。2019年5月，運輸署宣佈把此路線的專營權批予城巴，編號定為B7。
2020年1月，時任北區區議員蔣旻正收到翠麗花園居民反映此線開辦會對日常生活造成滋擾，加上翠麗花園巴士總站空間不足，故強烈反對此線開辦，並在北區區議會會議中提出臨時動議要求擱置此線開辦並獲通過。同年2月，蔣旻正建議運輸署及城巴考慮此線改為直接駛到其他地區而不前往北區，運輸署指出此線開辦目的乃提供每日往返香園圍口岸及粉嶺站轉乘東鐵綫的接駁服務，亦為需往來香園圍口岸的北區居民提供便捷服務，而北區區議會主席羅庭德則在會議中建議此線於上水的總站遷往劍橋廣場一帶。運輸署在同年5月再提出修訂方案，此路線的上水總站遷往寶運路，往上水方向不會途經粉嶺車站路，以及班次改為20分鐘一班；惟北區區議會對相關方案仍有所保留，並要求運輸署需就開辦此線的事宜再次諮詢區議會，在未得到區議員同意前不得開辦。
香園圍邊境管制站於2020年8月26日啟用，但因2019冠狀病毒病疫情，管制站初期只開通貨運部份，客運部份延至2023年2月6日啟用，此線於當天才投入服務，往上水方向維持途經粉嶺車站路。同年3月11日起，B7線往上水（寶運路）方向於馬會道近符興街加設站點；5月6日起，此線往香園圍口岸方向增停馬會道近璧峰路及粉嶺公路巴士轉乘站，往上水方向則於馬會道近鳳溪第一中學加設站點。8月13日起，B7線以試行形式增設來往粉嶺站及香園圍口岸之短途班次，直至同年10月6日。9月30日起，B7線往香園圍口岸方向於馬會道近天平邨天明樓加設站點，往上水方向不再途經馬適路、天平路及龍琛路，以馬會道近順欣花園的站點取代龍琛路近天平邨天怡樓的站點；同时增設特別班次路線B7X，於星期日及公眾假期由上水站經天平邨及香園圍公路單向開往香園圍口岸，不经粉嶺站，試行至同年10月2日。2025年5月1日：B7線延長來往粉嶺站及香園圍口岸之短途班次服務時間：由粉嶺站開出之服務時間為星期一至五08:25 - 19:10、星期六08:30 - 18:10及星期日及公眾假期08:30 - 17:40；由香園圍口岸開出之服務時間為星期一至五11:00 - 22:07、星期六14:10 - 22:10及星期日及公眾假期11:00 - 22:02。

## 服務時間及班次
B7線來回方向均提供全日服務。以下服務時間及班次資訊以最近一次更新時為准，當中星期一至五07:20由香園圍口岸開出之班次只在上課日提供服務，而班次亦會因應需求而略作調整。
| 上水（寶運路）開 | 上水（寶運路）開 | 上水（寶運路）開 | 香園圍口岸開     | 香園圍口岸開 | 香園圍口岸開 |
| 日期             | 服務時間         | 班次（分鐘）     | 日期             | 服務時間     | 班次（分鐘） |
| ---------------- | ---------------- | ---------------- | ---------------- | ------------ | ------------ |
| 星期一至五       | 06:20－21:00     | 15－20           | 星期一至五       | 07:10、07:20 | 07:10、07:20 |
|                  |                  |                  | 星期一至五       | 07:30－21:30 | 15－20       |
| 21:30－22:20     | 25               |                  | 星期一至五       |              |              |
| 星期六           | 06:20－09:00     | 20               | 星期六           | 07:10－21:00 | 15－20       |
| 星期六           | 09:00－16:00     | 12－15           | 星期六           | 21:00－22:00 | 12           |
| 星期六           | 16:00－21:00     | 20               | 星期六           | 22:20        | 22:20        |
| 星期日及公眾假期 | 06:20－09:00     | 20               | 星期日及公眾假期 | 07:10－13:10 | 20           |
| 星期日及公眾假期 | 09:00－15:00     | 12－15           | 星期日及公眾假期 | 13:10－22:20 | 12－15       |
| 星期日及公眾假期 | 15:00－21:00     | 20               |                  |              |              |

此外，B7線設有來往粉嶺站及香園圍口岸之短途班次，列表如下：
| 粉嶺站開         | 粉嶺站開     | 粉嶺站開     | 香園圍口岸開 | 香園圍口岸開 | 香園圍口岸開 |
| 日期             | 服務時間     | 班次（分鐘） | 日期         | 服務時間     | 班次（分鐘） |
| ---------------- | ------------ | ------------ | ------------ | ------------ | ------------ |
| 每日             | 09:40－10:10 | 15           | 星期一至五   | 16:02－18:02 | 30           |
| 每日             | 10:10－13:10 | 20           | 星期一至五   | 18:02－21:40 | 18－20       |
| 每日             | 13:10－17:40 | 30           | 星期一至五   | 22:05        | 22:05        |
|                  |              |              | 星期六       | 16:10、16:40 | 16:10、16:40 |
| 16:50－19:20     | 15－20       |              | 星期六       |              |              |
| 19:50－22:10     | 12－17       |              | 星期六       |              |              |
| 星期日及公眾假期 | 16:18－16:48 | 15           |              |              |              |
| 星期日及公眾假期 | 16:48－21:50 | 12－14       |              |              |              |
| 星期日及公眾假期 | 22:00        |              |              |              |              |

B7X線為B7線的單向輔助線，於長假期指定日子由上水站單向開出4个班次前往香園圍口岸，列表如下：
| 上水站開                      | 上水站開      |
| 服務時間 （星期日及公眾假期） | 班次 （分鐘） |
| ----------------------------- | ------------- |
| 10:10－11:40                  | 30            |

## 收費
B7線及B7X線全程收費為$11.3，當中B7線回程設有由塘坑往上水（寶運路）方向$6.4之單向分段收費。
B7線及B7X線設有12歲以下小童及65歲或以上長者半價優惠。60歲－64歲香港居民、65歲或以上長者與合資格殘疾人士如以指定八達通繳付两線的車資，可享有長者及合資格殘疾人士公共交通票價優惠計劃提供的$2票價優惠。乘客登車時需以現金或八達通卡繳付車資，不設找贖；而每位成人乘客可免費帶同最多兩名四歲以下而且不佔座位的兒童乘車。此外，乘客亦可使用指定電子支付工具繳付車資，使用此支付方式的乘客可享有與其他城巴獨營路線或聯營線城巴班次之轉乘優惠，惟不適用於與非城巴路線之轉乘優惠，乘客亦不能享有「公共交通費用補貼計劃」及「長者及合資格殘疾人士公共交通票價優惠計劃」。
此外，凡使用八達通卡或電子支付工具乘搭B7線，即日來回上水及香園圍口岸的乘客，第二程只需支付$9.2。乘客必須在同一服務日內（即頭班車至尾班車的服務時間內），以同一張八達通卡或同一電子支付工具的賬戶繳付去程及回程車資，方可享有回程車資優惠。

### 轉乘優惠
B7線與城巴56和56A線設$1.5的轉乘優惠（即由56／56A線往北區方向轉乘B7線任何方向或由B7線任何方向轉乘56／56A線往屯門方向均可享有優惠），轉乘地點位於天平邨及北區運動場，該優惠只適用於使用八達通或指定電子支付工具的乘客。

## 行車路線

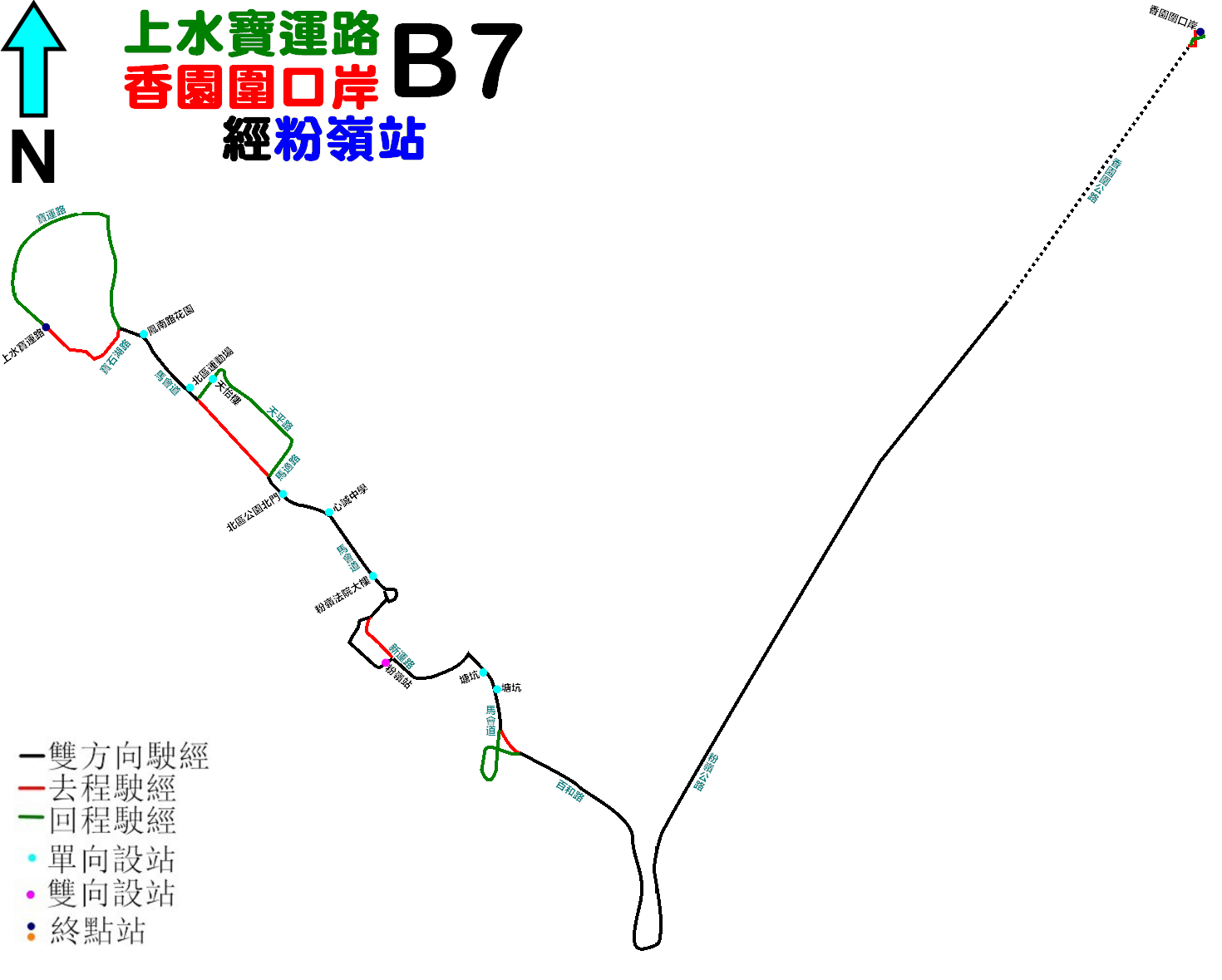
B7線的走線圖

B7線往香園圍口岸方向之班次途經寶運路、寶石湖路、馬會道、沙頭角公路－龍躍頭段、新運路、粉嶺車站路、新運路、馬會道、粉嶺公路及香園圍公路；往上水（寶運路）方向之班次途經香園圍公路、粉嶺公路、馬會道、新運路、粉嶺車站路、沙頭角公路－龍躍頭段、馬會道及寶運路，具體停站請參考資訊框；B7X線為B7線的單向輔助線，所有班次均由上水站開出，並經新運路、龍琛路、馬會道、掃管埔路、粉嶺公路及香園圍公路前往香園圍口岸，具體停站請參考資訊框。